# Hot Buttered Love
Hot Buttered Love（ホットバタードラブ）は日本のバンド。
森下滋(P)とハセガワタカオ(Vo)を中心としたメンバー構成。
森下とハセガワは鳥取県立米子東高等学校の同級生。それぞれの音楽活動を経て東京で12年ぶりに再会後、
2006年Hot Buttered Loveを結成。
現在は活動休止。

## メンバー
- 森下滋（もりしたしげる）

綾戸智絵グループのバンドリーダーを経てピアニスト・作曲家・編曲家・プロデューサーとして様々なアーティストと共演。韓国・アジア・NYでも活動するなど、ワールドワイドな活動を展開中。
- ハセガワ タカオ（1975年7月13日（49歳） - ）本名・長谷川 崇夫（はせがわ たかお）。鳥取県西伯郡岸本町（現伯耆町）出身。

2001年、バンドP.I.MONSTERでソニー・ミュージックエンタテインメント 、アミューズより「Shout!」でメジャーデビュー。シングル6枚、アルバム1枚をリリース後2005年解散。しばらくの充電期間をおいて、ソロ活動開始。

## サポートメンバー
- 柿澤龍介 Ds.（from トルネード竜巻）
- 田中邦和 SAX.（from sembello) 等